# Huenia toyoshioae
Huenia toyoshioae is een krabbensoort uit de familie van de Epialtidae. De wetenschappelijke naam van de soort is voor het eerst geldig gepubliceerd in 2010 door Takeda & Marumura.